# Gerhard L. Weinberg
Gerhard Ludwig Weinberg (* 1. Januar 1928 in Hannover) ist ein US-amerikanischer Historiker. Seine  Arbeiten befassen sich mit der deutschen Außenpolitik im 20. Jahrhundert, dem Nationalsozialismus und dem Zweiten Weltkrieg.

## Leben
Gerhard Ludwig Weinberg war ein Sohn des Max B. Weinberg und der Kaethe S. Came. 1938 emigrierte Weinbergs Familie aufgrund der nationalsozialistischen Judenverfolgung  nach Großbritannien und 1941 in die Vereinigten Staaten in den Bundesstaat New York. Nach einem Einsatz 1946–1947 bei der US-Armee während der Besatzungszeit in Japan folgte seine akademische Ausbildung. 1948 erhielt er am N.Y. State College for Teachers den Bachelor. Das Studium führte ihn weiter an die University of Chicago, wo er 1949 den Master und 1951 das Ph.D. erhielt.
1951 bis 1954 war Weinberg wissenschaftlicher Mitarbeiter an der Columbia University. Er unterrichtete auch an der University of Chicago, an der University of Kentucky (1957–1959) und an der University of Michigan (1959–1974). Ab 1956 koordinierte Weinberg in Alexandria, Virginia, die Mikrofilm-Dokumentation von deutschen Aktenbestände, bevor sie an Westdeutschland zurückgegeben wurden. Von 1974 bis 1996 lehrte er an der University of North Carolina at Chapel Hill.
Weinberg entdeckte Hitlers sogenanntes „Zweites Buch“, welches er 1961 veröffentlichte.

## Auszeichnungen
Weinbergs Publikationen wurden mit dem George Louis Beer-Preis der American Historical Association, dem Halverson-Preis der Western Association for German Studies, dem Distinguished Book Award of the Society for Military History (1995) und dem Herbert Hoover Buchpreis (1994) ausgezeichnet. 1996 wurde er in die American Academy of Arts and Sciences aufgenommen. 2009 erhielt er den Pritzker Literature Award for Lifetime Achievement in Military Writing. 2011 wurde er mit dem Samuel Eliot Morison Prize ausgezeichnet. 2012 erhielt er den Spencer Tucker Award for Outstanding Achievement in Military History (ABC-CLIO). Von 1996 bis 1998 war Weinberg Präsident der German Studies Association in den USA.

## Schriften (Auswahl)
- Germany and the Soviet Union 1939–1941. E.J. Brill, Leiden 1954.
- Hitlers zweites Buch. Ein Dokument aus dem Jahre 1928. Eingeleitet und kommentiert von Gerhard L. Weinberg, Deutsche Verlags-Anstalt, Stuttgart 1961.
- The Foreign Policy of Hitler’s Germany. 2 Bde., University of Chicago Press, 1970/80. Neuausgabe in einem Band unter dem Titel: Hitler’s Foreign Policy 1933–1939. The Road to World War II. Enigma Books, New York 2005, ISBN 978-1-929631-91-9.
- (Hg.), Transformation of a Continent. Europe in the Twentieth Century. Burgess Pub. Co., Minneapolis, Minn. 1975, ISBN 0-8087-2332-4.
- World in the Balance: Behind the Scenes of World War II.  University Press of New England, Hanover (New Hampshire) 1981, ISBN 0-87451-216-6.
- A World at Arms. A Global History of WWII. Cambridge University Press, New York 1994, ISBN 9780521443173. Auf Deutsch als:
  - Eine Welt in Waffen. Die globale Geschichte des Zweiten Weltkriegs. Übersetzung Helmut Dierlamm, Karlheinz Dürr und Klaus Fritz, Deutsche Verlags-Anstalt, Stuttgart 1995. In englischer Originalfassung
- Germany, Hitler, and World War II. Essays in Modern German and World History. Cambridge University Press, New York 1995, ISBN 0-521-47407-8.
- Visions of Victory: The Hopes of Eight World War II Leaders. Cambridge University Press, New York 2005, ISBN 0-521-85254-4.